# 共和村 (岡山県)
共和村（きょうわそん / きょうわむら）は、岡山県後月郡にあった村。現在の井原市芳井町下鴫・芳井町山村・芳井町上鴫にあたる。

## 地理
小田川支流・鴫川の流域に位置していた。

## 歴史
- 1889年（明治22年）6月1日、町村制の施行により、後月郡下鴫村、山村、上鴫村が発足[3]。
- 1900年（明治33年）4月1日、上記3村が合併して共和村が発足[1][2]。旧村名を継承した下鴫、山村、上鴫の3大字を編成[2]。
- 1954年（昭和29年）5月1日、後月郡芳井町、明治村、三原村と合併し、芳井町が存続して廃止された[1][2]。合併後、芳井町大字下鴫・山村・上鴫となる[2]。

## 産業
- 農業、林業、葉煙草、コンニャク、マツタケ[2]